# Universiteit van Manchester
De Universiteit van Manchester (Engels: The University of Manchester) is een leidende redbrickuniversiteit in Manchester, Engeland. Zij wordt beschouwd als een van de meest prestigieuze universiteiten van het Verenigd Koninkrijk en bekleedt topposities in verschillende ranglijsten wereldwijd.
Met 44.635 studenten was zij in het academisch jaar 2020/2021 de op twee na grootste universiteit van het Verenigd Koninkrijk; qua aantal studenten (2020/2021: 10.550) was zij de op vier na grootste. Zij is ook een van de grootste universiteiten dankzij bijna 500 graadprogramma's en een jaarlijks budget van bijna een miljard euro; zij ontvangt meer aanvragen van studenten dan enige andere instelling in het land. Volgens de Sunday Times heeft Manchester een "indrukwekkende reputatie op vele gebieden, met name in de wetenschappen, biowetenschappen, techniek, bedrijfskunde en geesteswetenschappen." De universiteit omvat onder meer ook de Manchester Law School (opgericht in 1872), de Manchester Medical School (opgericht in 1874) en de Manchester Business School (opgericht in 1965). Deze laatste was, samen met haar tegenhanger in Londen, de eerste business school die MBA-opleidingen aanbood in het Verenigd Koninkrijk en staat volgens de Financial Times in de top 30 van de wereld.

## Achtergrond
De Universiteit van Manchester is de grootste op een plaats gevestigde universiteit van het Verenigd Koninkrijk. De universiteit is vooral bekend om de faculteiten life sciences, techniek, geesteswetenschappen, economie, sociologie en sociale wetenschappen.
De huidige universiteit werd opgericht in 2004, toen de Victoria University of Manchester en de UMIST (University of Manchester Institute of Science and Technology) beide werden opgeheven en gefuseerd tot een nieuwe universiteit. De universiteit maakt deel uit van de Russellgroep.
De faculteiten van de universiteit zijn:
- Medische en menswetenschappen
- Techniek en exacte wetenschappen
- Geesteswetenschappen
- Life Science

De campussen van de universiteit zijn verspreid over de campussen van de voormalige Victoria University of Manchester en UMIST. Deze worden ook wel de noordelijke en zuidelijke campus genoemd. De universiteit beheert verschillende culturele instituten in Manchester en omstreken, waaronder de John Rylands Library, The Whitworth Art Gallery, en het Manchester Museum.

## Alumni
- Alan Turing (1912-1954), Brits wiskundige
- Anthony Burgess (1917-1993), Brits auteur
- W. Arthur Lewis (1915-1991), econoom
- Benedict Cumberbatch (1976), Brits acteur
- Dora Marsden (1882-1960), feministisch filosoof
- Ludwig Wittgenstein (1889-1951), Oostenrijks-Brits filosoof
- Niels Bohr (1885-1962), Deens natuurkundige